# Cuculluna haywardi
Cuculluna haywardi är en fjärilsart som beskrevs av Köhler 1979. Cuculluna haywardi ingår i släktet Cuculluna och familjen nattflyn. Inga underarter finns listade i Catalogue of Life.